# Jauriān
Jauriān är en ort i Indien.   Den ligger i distriktet Jammu och unionsterritoriet Jammu och Kashmir, i den norra delen av landet, 500 km nordväst om huvudstaden New Delhi. Jauriān ligger 281 meter över havet och antalet invånare är 3 952.
Terrängen runt Jauriān är huvudsakligen platt, men norrut är den kuperad. Terrängen runt Jauriān sluttar söderut. Runt Jauriān är det mycket tätbefolkat, med 1 095 invånare per kvadratkilometer. Närmaste större samhälle är Nawānshahr, 8,7 km sydväst om Jauriān. Trakten runt Jauriān består till största delen av jordbruksmark.